# تل حسین‌آباد
تل حسین‌آباد مربوط به دوره ساسانیان است و در شهرستان فیروزآباد، بخش مرکزی، روستای حسین‌آباد واقع شده و این اثر در تاریخ ۱۱ دی ۱۳۸۰ با شمارهٔ ثبت ۴۵۳۵ به‌عنوان یکی از آثار ملی ایران به ثبت رسیده است.